# イ・サンクム
イ・サンクム（李 相琴、1930年 - ）は、韓国の児童文学作家。梨花女子大学名誉教授。ロサンゼルス在住。

## 略歴
広島県出身。1945年まで日本で育ち、韓国へ帰国。1955年、ソウルの梨花女子大学教育学科卒業。のち、同大学大学院修士課程、延世大学大学院博士課程を修了。1987年、お茶の水女子大学学術博士学位を取得。
『半分のふるさと - 私が日本にいたときのこと』（福音館書店）で坪田譲治文学賞、産経児童出版文化賞・JR賞、野間児童文芸新人賞、日本児童文学者協会新人賞受賞。

## 著作
- 『半分のふるさと - 私が日本にいたときのこと』（福音館書店） 1993.5、のち福音館文庫

## 翻訳
- 『山になった巨人 - 白頭山ものがたり』（リュウ・チェスウ著・イラスト、まつい ただし共訳、福音館書店、世界傑作絵本シリーズ・韓国の絵本） 1990.1